# Sylvie Rocha
Sylvie Rocha (9 de Março de 1970) é uma actriz portuguesa.

## Biografia
Após completar o Curso de Formação de Actores do Instituto de Ficção, Investigação e Criação Teatral (IFICT), ingressa na Escola Superior de Teatro e Cinema do Instituto Politécnico de Lisboa (Curso de Teatro/Formação de Actores). 
No teatro trabalhou com Rogério de Carvalho, Joaquim Benite, Jorge Listopad, Miguel Guilherme, José Martins e José Wallenstein. Com Os Satyros participou em Woyzeck, de Büchner (Teatro da Trindade). Com Brigitte Jacques fez Sertório, de Pierre Corneille (Teatro da Cornucópia). Trabalhou com Luís Pais em Nada do Outro Mundo, de António Cabrita e com Manuel Wiborg em O Amante de Ninguém, baseado em Dostoiévski e Universos e Frigoríficos, de Jacinto Lucas Pires. Nos Artistas Unidos onde já interpretou Bertolt Brecht, Pier Paolo Pasolini, Jon Fosse, William Shakespeare, Sarah Kane foi dirigida por Pedro Marques, Solveig Nordlund e Jorge Silva Melo.
No cinema trabalhou com os realizadores Pedro M. Ruivo, Joaquim Sapinho (Corte de Cabelo), João César Monteiro (A Comédia de Deus), Jorge Silva Melo (António, Um Rapaz de Lisboa), Jacinto Lucas Pires (Cinemamor), Pedro Caldas, José Fonseca e Costa (O Fascínio), entre outros.

## Televisão
- Terra Instável - O Rapaz da Trompete RTP 1992 'espectadora'
- Telhados de Vidro TVI 1993 'Lídia'
- Desencontros RTP 1994/95 'Marta Brás'
- Nico D'Obra RTP 1995 'jornalista'
- Roseira Brava RTP 1995 'Margarida'
- Polícias RTP 1996 'Úrsula'
- Filhos do Vento RTP 1996/97 'Gisela'
- Os Lobos RTP 1998 'Sara Lobo'
- Esquadra de Polícia RTP 1999
- Jornalistas SIC 1999
- Crianças S.O.S TVI 2000 'Justina'
- O Último Beijo TVI 2002 'Ana Júlia Firmino'
- Big Brother Famosos 2 TVI 2002
- Olá Pai! TVI 2003 'Maria do Carmo'
- Inspector Max TVI 2004/2005 'Natália/Elisa'
- Mundo Meu TVI 2005/2006 'Inês Damião'
- Casos da Vida TVI 2008 'Laura/Silvina'
- Campeões e Detectives TVI 2008/2009 'Ana'
- Morangos com Açúcar TVI 2009 'Marta Peixoto'
- Doce Tentação TVI 2012 'Alice Marques Flor'
- Maison Close TF1 2012 'Marthe'
- Água de Mar RTP 2014 'dona do turismo rural'
- O Beijo do Escorpião TVI 2014
- Jardins Proibidos TVI 2014 'Luísa'
- A Única Mulher TVI 2016 'Mariana'
- Miúdo Graúdo RTP 2016 'Graça Costa'
- Onde Está Elisa? TVI 2018
- Festa É Festa TVI 2023/2024

## Filmografia
- Por Detrás de Portas (2019), de William Vitoria
- Mar (2016), de William Vitoria
- Zeus (2016), de Paulo Filipe
- O Fascínio (2003), de José Fonseca e Costa
- O Décimo Punhal (2001), curta metragem de Vítor Moreira
- O Pedido de Emprego (2000), curta metragem de Pedro Caldas
- Mal (1999), de Alberto Seixas Santos
- António, Um Rapaz de Lisboa (1999), de Jorge Silva Melo
- Cinema Amor (1999), curta metragem de Jacinto Lucas Pires
- A Sombra dos Abutres (1998) longa metragem de Leonel Vieira
- Toreros (1997), filme francês de Eric Barbier
- Mes enfants étrangers (1997), telefilme francês
- Desvio (1996), curta metragem de Jorge Cramez
- Corte de Cabelo (1995), de Joaquim Sapinho
- A Comédia de Deus (1994), de João César Monteiro
- A Força do Atrito (1992), de Pedro Ruivo